# 科西基夫
49°58′43″N 27°7′53″E / 49.97861°N 27.13139°E
科西基夫（烏克蘭語：Коськів）是位於烏克蘭西部赫梅利尼茨基州的舍佩蒂夫卡區的村莊，始建於1590年，面積2.42平方公里，海拔高度291米，2001年人口1,276，人口密度每平方公里2,405.41人。